# Marquesado de Villamarta-Dávila
El marquesado de Villamarta-Dávila es un título nobiliario español creado por Carlos II el 11 de diciembre de 1699 a favor de García Dávila Ponce de León y Gaytán de Torres, caballero veinticuatro de Jerez de la Frontera, para reconocer los servicios prestados por sus mayores ininterrumpidos desde que participaron de forma en la Conquista de Jerez por la Corona de Castilla y en la defensa de la frontera con tierras de moros.

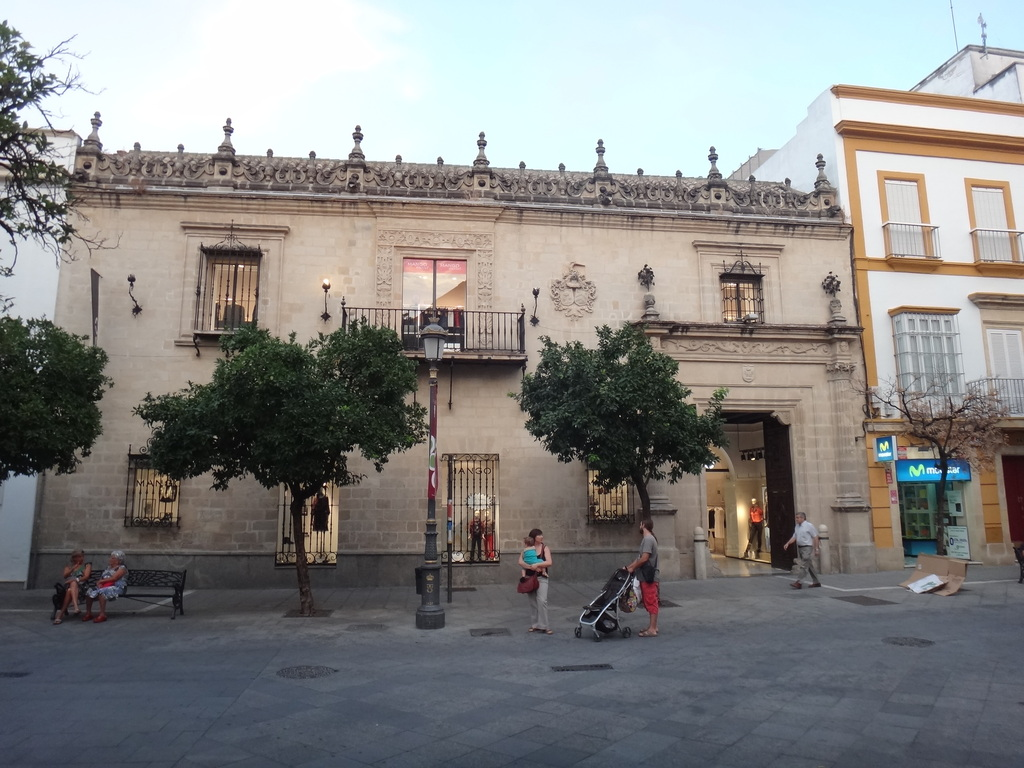
Palacio del Marqués de Villamarta en Jerez de la Frontera

Este título da nombre al Teatro Villamarta de Jerez de la Frontera, construido a sus expensas por solicitud de Alfonso XIII, a la Casa de los Marqueses de Villamarta en la calle San Pablo y otra de Aníbal González en la avenida de la Constitución  Sevilla, al hotel Villamarta de Sanlúcar de Barrameda y a la Ganadería Villamarta, de toros de lidia.

## Marqueses de Villamarta-Dávila

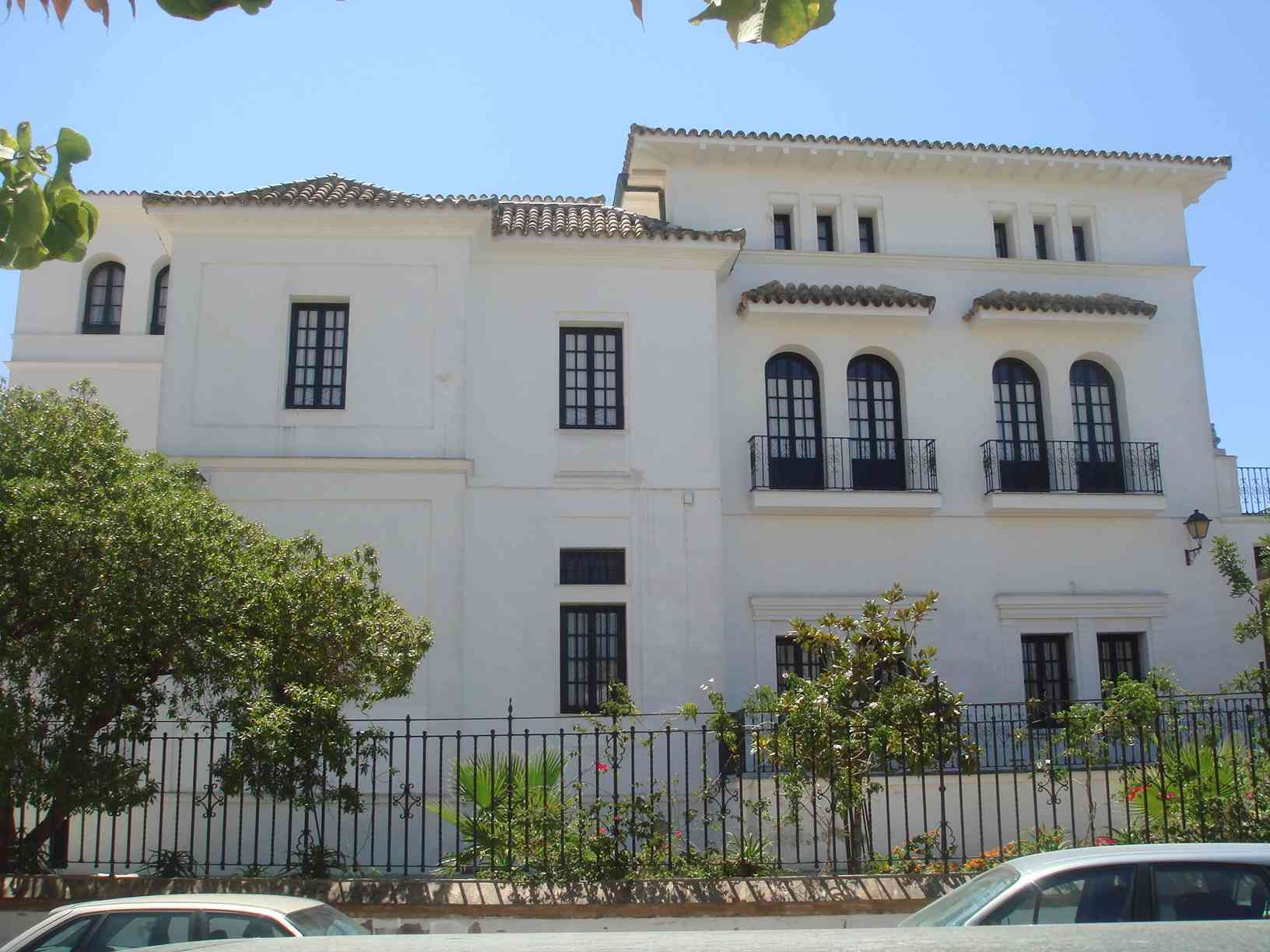
Casa de Veraneo de los marqueses de Villamarta-Dávila en Sanlúcar de Barrameda (Aníbal González, 1907).

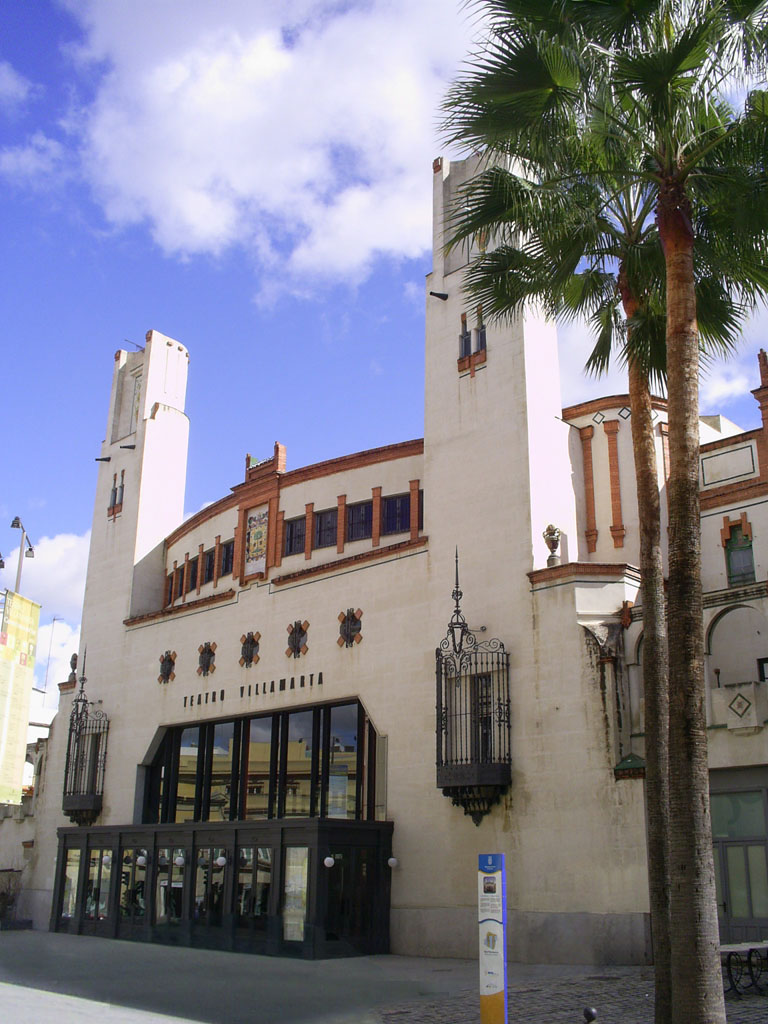
Teatro Villamarta de Jerez de la Frontera, Teodoro Anasagasti, 1926).

|                        | Titular                                        | Periodo                |
| Creación por Carlos II | Creación por Carlos II                         | Creación por Carlos II |
| ---------------------- | ---------------------------------------------- | ---------------------- |
| I                      | García Dávila-Ponce de León y Gaytán de Torres | 1699                   |
| II                     | Cristóbal Davila-Ponce de León                 |                        |
| III                    | Francisco de Guzmán y Dávila-Ponce de León     | 1749                   |
| IV                     | Ana María de Guzmán y Adorno                   | 1763 - 1767            |
| V                      | Álvaro Dávila y Guzmán                         | 1784 - 1800            |
| VI                     | Álvaro Dávila y Núñez de Villavicencio         | 1808 - 1825            |
| VII                    | Álvaro Dávila y Adorno                         | 1848 - 1858            |
| VIII                   | Álvaro Dávila y Pérez de Grandallana           | 1859 - 1887            |
| IX                     | Álvaro Dávila de Ágreda                        | 1888-1933              |
| X                      | Álvaro Dávila y Garvey                         | /1933-1974)            |
| XI                     | Álvaro Dávila y Armero                         | (1974-1986)            |
| XII                    | María de Lourdes Dávila e Ibarra               | actual titular         |